# Marquesado de San Felices de Aragón
El Marquesado de San Felices de Aragón es un título nobiliario español que fue otorgado a doña Francisca de Gurrea y Cerdán, viuda de don Miguel de Moncayo y Celdrán, el 9 de julio de 1634, por el rey Felipe III de España debido a la adquisición de una  Pardina que dio el nombre al título de Marqués de San Felices y que el 25 de marzo de 1896 cambió su denominación original por la de Marquesado de San Felices de Aragón.
El II marqués fue su hijo, Juan de Moncayo y Gurrea, destacado poeta, nacido en 1615 y fallecido en 1656.
El IX marqués de San Felices de Aragón fue Luis Rebolledo de Palafox.
La X marquesa fue María de la Blanca Mencos y Rebolledo de Palafox, fallecida el 23 de julio de 1915. Le sucedió en el marquesado su hijo. 
El XI marqués fue Alonso Cristiano Álvarez de Toledo y Mencos, nacido en 1896 y fallecido en 1990. Le sucedió en el marquesado su hija.    
La XII marquesa, María de los Reyes Álvarez de Toledo y Mencos, perteneciente a la casa de Toledo o casa de Álvarez de Toledo, es la actual titular del marquesado de San Felices de Aragón.